# Bruno Carabetta
Bruno Carabetta, född den 27 juli 1966 i Mulhouse, Frankrike, är en fransk judoutövare.
Han tog OS-brons i herrarnas halv lättvikt i samband med de olympiska judotävlingarna 1988 i Seoul.